# Mormodes castroi
Mormodes castroi är en orkidéart som beskrevs av Gerardo A. Salazar. Mormodes castroi ingår i släktet Mormodes och familjen orkidéer. Inga underarter finns listade i Catalogue of Life.